# Supuestos jeroglíficos egipcios del siglo III de Álava
Los supuestos jeroglíficos egipcios del siglo III de Álava son, en el contexto de la polémica sobre los hallazgos epigráficos de Iruña-Veleia en 2006, una serie de grabados semejantes a jeroglíficos egipcios encontrados en la localidad de Iruña-Veleia, País Vasco (España), que fueron datados inicialmente como del siglo III.

## Características
La mayor parte de los signos se encuentran sobre fragmentos de ostraca (piezas cerámicas, tablillas y material de desecho). Propiamente hablando, se trata de ideogramas sin traducción desde el egipcio y en el ámbito de la egiptología, la atención a los mismos ha sido mínima o nula.
El hecho de que la localidad de Iruña-Veleia se encuentre a miles de kilómetros del Nilo, así como que los supuestos jeroglíficos parezcan pertenecer a la época más antigua de esta escritura, casi medio milenio después de que se dejaran de utilizar en Egipto, ha planteado muchas dudas sobre la autenticidad de los mismos.
Las hipótesis que se barajan son amplias. Veleia, una ciudad romana que pudo albergar en su período de máximo esplendor, la época flavia, entre 5000 y 10 000 habitantes, contaba con la relevancia suficiente para albergar residentes ilustres y con conocimientos de todo tipo.
Entre los numerosos informes de los miembros de la Comisión Científica-Asesora sobre los grafitos de Iruña-Veleia se recoge que en las conclusiones del informe de José Manuel Galán Allué, respecto a los epígrafes con supuestos signos egipcios, afirma que las piezas del grupo A no pueden ser clasificados como “jeroglíficos egipcios” y resume que las piezas tanto las de caracteres de inspiración egipcia, como las supuestas transcripciones ”latinas” (grupo B), levantan tantas dudas de autenticidad que plantea que sean de factura y manipulación reciente.